# Австралийско-маршалловские отношения
Австралийско-маршалловские отношения — двусторонние дипломатические отношения между Австралией и Маршалловыми Островами.

## История
Австралия была второй страной после США, установившей дипломатические отношения с Маршалловыми Островами (в 1987 году). Государства поддерживают тесные двусторонние отношения, основанные на общих региональных интересах. 4 мая 2021 года открылось посольство Австралии в Маджуро.
Программа двусторонней помощи Австралии в RMI традиционно сосредоточена на обеспечении водоснабжения и канализации на острове Эбей, а также на улучшении социальных и экономических возможностей для лиц женского пола.

## Визиты
В мае 2017 года президент Маршалловых Островов Хильда Хайн посетила Австралию.
В июне 2018 года министр иностранных дел Джули Бишоп, министр международного развития и Тихоокеанского региона Кончетта Фиерраванти-Уэллс и их коллеги по портфелю, сенатор Пенни Вонг и сенатор Клэр Мур, посетили Маршалловы Острова.
В декабре 2019 года посол по делам женщин и девочек Шарман Стоун посетила Маршалловы Острова, чтобы принять участие во встречах высшего уровня для обсуждения вопросов, касающихся гендерного равенства и гендерного насилия.

## Экономические отношения
Торговля Австралии с Маршалловыми Островами в 2018—2019 годах составила 6,6 млн $, и в ней преобладала доля австралийского экспорта (в основном мясо, готовое или консервированное; обувь, насосы; краны, краны и клапаны; а также известь, цемент и строительные материалы).
Стипендии «Australia Awards Pacific Scholarships» предоставляют студентам из Маршалловых Островов возможность учиться в избранных учебных заведениях Тихоокеанского региона.
Программа австралийских добровольцев способствует экономическому росту и сокращению бедности в Индо-Тихоокеанском регионе, помогая принимающим организациям добиваться эффективных и устойчивых результатов в области развития. Программа австралийских волонтеров предоставляет опытным австралийцам возможность внести свой вклад в программу сотрудничества правительства Австралии в области развития.